# Club Baloncesto Avenida
El Club Baloncesto Avenida, anomenat Perfumerías Avenida Baloncesto per motius de patrocini, és un club de basquetbol femení espanyol de la ciutat de Salamanca, a Castella i Lleó.

## Història
El club Perfumerías Avenida Baloncesto nasqué el 1988 com a club de la Universitat de Salamanca, de la qual adoptà el nom, A.D. Universidad de Salamanca, fins al juliol de 1994. Aquell any, l'empresa Halcón Viajes n'adquirí els drets i el club fou anomenat C.B. Halcón Viajes. L'actual denominació, Perfumerías Avenida fou adoptada la temporada 2002/03, quan l'esmentada cadena de perfumeries esdevingué principal patrocinador del club.

## Pavellons
L'actual pavelló del club és el pavelló de Wurzburg, propietat de l'ajuntament de la ciutat, amb capacitat per a 5.000 espectadors. Anteriorment, les seus pavellons havien estat: pavelló de la Alamedilla (1.600 persones) i el pavelló del col·legi Amor de Dios pels entrenaments.

## Palmarès
- 6 Lliga espanyola de bàsquet femenina: 2005/06, 2010/11, 2012/13,[1] 2015/16,[2] 2016/17,[3] 2017/18.
- 9 Copa espanyola de bàsquet femenina: 2004/05, 2005/06, 2011/12,[4] 2013/14, 2014/15, 2016/17, 2017/18 i 2019/20.
- 1 Euroliga femenina: 2010-11
- 1 Supercopa Europea Femenina de la FIBA: 2011
- 8 Supercopa d'Espanya: 2010/11, 2011/12, 2012/13, 2013/14, 2014/15, 2016/17, 2017/18 i 2018/19.

### Distincions individuals de jugadores

#### Millor jugadora
- Amaya Valdemoro (Lliga 2001)
- Núria Martínez (Copa de la Reina 2005)
- Laura Camps (Copa de la Reina 2006)
- Anna Montañana (Lliga 2008)
- Sancho Lyttle (Supercopa d'Espanya 2010)
- Alba Torrens (Final Four Euroliga 2011)
- DeWanna Bonner (Supercopa d'Espanya 2011)
- Erika de Souza (Copa de la Reina 2012)
- Roneeka Hodges (Supercopa d'Espanya 2012)
- Shay Murphy (Supercopa d'Espanya 2013)
- Angelica Robinson (Copa de la Reina 2014)
- Marta Xargay (Supercopa d'Espanya 2014)
- Angelica Robinson (Copa de la Reina 2015)
- Adaora Elonu (Supercopa d'Espanya 2016)[5]
- Silvia Domínguez (Copa de la Reina 2017)[6]
- Jelena Milovanovic (Final Lliga 2017)[7]

- Erika de Souza (Supercopa d'Espanya 2017)

- Angelica Robinson (Copa de la Reina 2018)
- Erika de Souza (Supercopa d'Espanya 2018)
- Erika de Souza (Copa de la Reina 2019)
- Tiffany Hayes (Copa de la Reina 2020)